# Plšík lískový
Plšík lískový (Muscardinus avellanarius) je malý hlodavec, jediný zástupce rodu Muscardinus. V České republice je nejhojnějším zástupcem čeledi plchovití.

## Výskyt
Plšík lískový je obyvatelem lesů severní a střední Evropy a Malé Asie.

## Popis
- Délka těla: 6–8,5 cm
- délka ocasu: 5,5–8,2 cm
- hmotnost: 15–28 g, před hibernací vyšší.

Vzhledem a velikostí se plšík podobá drobným myšovitým hlodavcům (je menší než myš domácí), ale má hustěji osrstěný ocas, i když ne tak huňatý jako jiní plši. Ocas je přiléhavě ochlupený a kratší než tělo. Pokud predátor chytí plšíka za ocas, lze kůži z ocasu stáhnout (tzv. autotomie). Má menší zaoblené boltce uší a vynikající sluch, korálkovité černé oči a na zadních tlapkách zakrnělý palec. Stoličky mají na třecích plochách příčné lišty skloviny. Svrchu je zbarven rezavožlutě (žemlově), vespod světleji a náprsenku má bílou. Plšík dobře šplhá, je dobrý skokan a pohybuje se i po zemi.

## Způsob života
Plšík lískový je noční savec. Přes léto si staví poměrně malá kulovitá hnízda spletená z trávy a listí. V zimě si staví rozměrnější hnízdo pod balvany, v pařezech, v norách jiných hlodavců, pod hrabankou, mechem a listím nebo jinde v zemi, pravidelně také v ptačích budkách.
Je všežravý, rostlinná a živočišná složka jsou v potravě zastoupeny stejně, přičemž složení potravy se mění s potravní nabídkou. Živí se pupeny, listy, květy, hmyzem, žížalami, plži, v létě lesními plody, semeny a před hibernací, která probíhá od října do dubna nebo května, zejména lískovými ořechy, díky čemuž získal pojmenování v mnoha jazycích.
Plšíci jsou samotářští, ale v těsné blízkosti může žít i několik jedinců, kteří se pak dělí o potravu a dorozumívají se širokou škálou vrčivých až hvízdavých zvuků.
Samice jsou březí 22–24 dní, v jednom vrhu rodí 2–5 mláďat, max. 7, přičemž v nižších polohách mohou rodit dvakrát. Mláďata jsou po narození holá a slepá, matka je opouští výjimečně. První srst šedé barvy jim narůstá přibližně ve 13 dnech a prohlédnou ve stáří 18 dní. S matkou zůstávají ještě 5–7 týdnů, pak jsou již soběstačná. 

## Predátoři
Predátorem jsou lišky, lasice, kuny, sovy a v zimě divoká prasata, která hibernující plšíky vyčuchají a vyryjí. Pokud je zima dlouhá, jsou plšíci ohroženi úbytkem hmotnosti, zejména mláďata z druhého vrhu. Obecně jsou ohroženi člověkem – úbytkem přirozeného prostředí, jakým jsou křoviny a remízky v krajině.

## Vyhynulé druhy
- Muscardinus sansaniensis = (?) Eomuscardinus sansaniensis
- Muscardinus pliocaenicus – včetně Muscardinus austriacus
- Muscardinus hispanicus – včetně Muscardinus crusafonti
- Muscardinus cyclopeus
- Muscardinus dacicus
- Muscardinus heintzi
- Muscardinus helleri
- Muscardinus thaleri
- Muscardinus vallesiensis = Eomuscardinus vallesiensis
- Muscardinus vireti – včetně Muscardinus davidi